# René Kujan
René Kujan (* 3. srpna 1974 Skuteč) je český maratonec a ultramaratonec. V civilním životě je překladatelem a žurnalistou.

## Sportovní kariéra
Maratony běhá od roku 1998. Účastní se městských i terénních maratonů a ultramaratonů v Evropě i jinde po světě. V roce 2007 při cestě s kamarádem po jižních Čechách měl autonehodu. Na místě spolujezdce chyběl airbag. Bezpečností pás mu rozdrtil hrudní kost a žebra a současně došlo i ke zlomení obratle. V rehabilitačním ústavu v Kladrubech mu lékaři předpovídali, že pokud se bude vůbec hýbat, bude to asi maximum; běhání v jeho případě nepřipadá v úvahu. Půl roku po autonehodě začal René Kujan zase klusat. Tři měsíce nato zvládl svůj první "poúrazový" maraton. A přesně pět let po autonehodě vyrazil na samotářskou pouť po Islandu, kde si naplánoval postupně rok po roce své tři velké islandské projekty, které věnoval Sportovnímu klubu vozíčkářů Praha.

## Pracovní kariéra
René Kujan pracoval jako překladatel, editor, content manager, copywriter na volné noze. Poté prošel redaktorskými funkcemi v České televizi a Horydoly.cz. Rok 2014 strávil prací pro neziskovou organizaci Sportovní klub vozíčkářů Praha v rámci projektu Nadace Vodafone pod názvem Rok jinak.  Klub vozíčkářů se věnuje tělesně postiženým a vytváří vhodné podmínky k jejich sportovní činnosti, od rekreační až po vrcholovou úroveň. Kujan byl dále 4 roky redaktorem Sport.cz a členem profesního spolku Klub sportovních novinářů. V současnosti působí jako tvůrce obsahu a redaktor v HUDY.cz

## Rekordy
- V roce 2012 oběhl v rámci projektu „1 muž – 30 dnů – 30 maratonů“ jako první na světě ostrov Island. (Od 23. září 2012 do 22. října 2012 urazil 1311 km.)[2]
- Roku 2013 jako první přeběhl ostrov napříč z nejsevernějšího na nejjižnější bod. Od 18. června 2013 do 1. července 2013 uběhl 556 km.)[2]
- Roku 2014 jako první přeběhl ostrov podélně z nejvýchodnějšího na nejzápadnější bod. (Od 18. června 2014 do 9. července 2014 uběhl 963 km.)[2]

Všechny tři "islandské" výkony jsou zapsány v České knize rekordů. Svými výkony propagoval Sportovní klub vozíčkářů Praha.

## 3x Kralupy - Start - cíl
V roce 2015 absolvoval 3 půlmaratony ze série RunCzech, na jejichž start vybíhal ze svého bydliště v Kralupech nad Vltavou. Ten nejvzdálenější byl v Karlových Varech, absolvoval tedy 160 kilometrů plus 21 kilometrů půlmaratonu. Další byly v Praze (30 + 21 km) a v Ústí nad Labem (80 + 21 km).

## Cesty na vrchol
Projekt Cesty na vrchol z roku 2016 přinesl dva nové české rekordy. Ultramaratonec Kujan uběhl 971 km za 21 dní přes sedm nejvyšších vrcholů sedmi nejvyšších pohoří ČR a crowdfundingová sbírka na tréninkové pracoviště pro vozíčkáře, kterou svým výkonem podpořil, vynesla 610 287 Kč. Cesty na vrchol se staly nejúspěšnější charitativní sbírkou roku.  Projekt byl věnován České asociaci paraplegiků (CZEPA). 

## To dáááš aneb Od pramene k prameni v survival stylu

### Výzva
Ve dnech 9. září 2017 až 16. září 2017 plánoval René Kujan zdolat 350 až 360 km dlouhou běžeckou pouť od pramene Vltavy k prameni Labe. Sedmidenní cestu hodlal překonat jen s vybavením (speciální filtr na vodu, trochu jídla - sušené hovězí maso, oblečení, spacák, vařič, nožík k lovu), které si ponese s sebou v batohu s hmotností pod 7 kg; jíst a pít plánoval jen to, co po cestě najde, sesbírá nebo uloví v přírodě.

### Skutečnost
342 kilometrů René Kujan zvládl za šest dní. V průměru uběhl denně přes 50 kilometrů a i další náročné podmínky (přespávání uprostřed lesů ve spacáku pod celtou; konzumace toto, co našel nebo co si nesl v batohu; doplňování vody jen z přírodních zdrojů, řek, potoků, rybníků a podobně) splnil. René Kujan charitativním během podpořil kampaň To dáááš, a pomohl tak prostřednictvím České asociace paraplegiků CZEPA vozíčkářům s poraněním míchy zajistit provoz bytů pro handicapované (Startovací a podporované bydlení pro vozíčkáře). Projekt nakonec přinesl vozíčkářům celkem přes 614 000 korun, když do sbírky přispělo 250 dárců. Projekt získal při vyhlašování Cen Fóra první místo v kategorii fundraisingový projekt roku.
Na začátku mi vývar ze sušeného masa, kukuřice a později i nasbíraných hub opravdu chutnal, ale už pátý den na mě začala doléhat jednotvárnost stravy a já začal tušit, že se potřebuju co nejdříve pořádně najíst." Šestý den posnídal slaný vývar, který později doplnil o dvě jablka a tři rajčata jako oběd a večeře. „Věděl jsem, že už to chci doběhnout, a vsadil na to všechny karty. Zbavil jsem se výbavy na spaní a vaření, abych odlehčil batoh a mohl rychleji postupovat vpřed. Spočítal jsem si, že by to mohlo jít." K prameni Labe doběhl René Kujan krátce před 22. hodinou večerní.
René Kujan, rozhovor, .

## Nejpočetnější a nejdelší běh za střízlivost
7. září 2018 spoluinicioval Kujan běh věnovaný oslavám 70. výročí založení Kliniky adiktologie 1. lékařské fakulty Univerzity Karlovy a Všeobecné fakultní nemocnice v Praze. V kopcovitých prostorách ústavní zahrady zaběhl k výročí přesně 70 kilometrů. V průběhu akce se k běžci na libovolný počet kol přidávali současní i bývalí pacienti kliniky, nadšenci z řad personálu i veřejnosti. Účast na slavnostním běhu byla povolena pouze po dechové zkoušce na přítomnost alkoholu s výsledkem 0,00 promile. Běh byl zaregistrován v České knize rekordů jako Nejdelší a nejpočetnější běh za střízlivost. Celkem 117 střízlivých běžců a běžkyň naběhalo pod dozorem komisaře agentury Dobrý den na členitém 300metrovém okruhu zahrady celkem 461,2 kilometrů. Běh byl zároveň věnován i památce zakladatele protialkoholního oddělení "U Apolináře" doc. Jaroslavu Skálovi, který byl rovněž velkým příznivcem běhu.

## Dáš stovku?
V říjnu roku 2019 vyběhl Kujan na oběžnou dráhu kolem Planetária v pražské Stromovce, aby tam opět pro Sportovní klub vozíčkářů Praha na 250metrovém okruhu naběhal rovných 100 km. Charitativní běh s pomocí matchingového fondu ČSOB vynesl nakonec vozíčkářům přes 62 000 korun, když přispělo přes 90 dárců. 